# Stachys hispida
Stachys hispida är en kransblommig växtart som beskrevs av Frederick Traugott Pursh. Stachys hispida ingår i släktet syskor, och familjen kransblommiga växter. Inga underarter finns listade i Catalogue of Life.